# Liga Sul de Futsal de 2015
A Liga Sul de Futsal de 2015, é a 10ª edição da competição, a qual, conta com a participação de 4 clubes, da Região Meridional do país. Sua organização, foi de competência da Confederação Brasileira de Futsal.

## Regulamento
- Os 4 times formam um grupo único, se enfrentando entre si em turno, sendo que o primeiro colocado garante o título do torneio e vaga na Superliga de Futsal de 2015.

## Participantes em2015
| Clube         | Cidade              | Estado         |
| ------------- | ------------------- | -------------- |
| Keima Futsal  | Ponta Grossa        | Paraná         |
| São Miguel    | São Miguel do Oeste | Santa Catarina |
| Toledo Futsal | Toledo              | Paraná         |
| Xaxiense      | Xaxim               | Santa Catarina |

## Classificação
|   | Time          | Pts | J | V | E | D | GP | GC | SG  | GA   |
| - | ------------- | --- | - | - | - | - | -- | -- | --- | ---- |
| 1 | Xaxiense      | 7   | 3 | 2 | 1 | 0 | 11 | 4  | 7   | 2.75 |
| 2 | Keima Futsal  | 5   | 3 | 1 | 2 | 0 | 11 | 5  | 6   | 2.2  |
| 3 | Toledo Futsal | 2   | 3 | 0 | 2 | 1 | 8  | 10 | -2  | 0.8  |
| 4 | São Miguel    | 1   | 3 | 0 | 1 | 2 | 1  | 12 | -11 | 0.08 |

|  | Campeão |

### Confrontos

#### Primeira Rodada
| 10 de setembro | Keima Futsal | 1 – 1 | Xaxiense | Ginásio Alcides Pan, Toledo |
| 19:15          |              |       |          |                             |

| 10 de setembro | Toledo Futsal | 1 – 1 | São Miguel | Ginásio Alcides Pan, Toledo |
| 21:10          |               |       |            |                             |

#### Segunda Rodada
| 11 de setembro | São Miguel | 0 – 5 | Xaxiense | Ginásio Alcides Pan, Toledo |
| 19:15          |            |       |          |                             |

| 11 de setembro | Toledo Futsal | 4 – 4 | Keima Futsal | Ginásio Alcides Pan, Toledo |
| 21:10          |               |       |              |                             |

#### Terceira Rodada
| 12 de setembro | Keima Futsal | 6 – 0 | São Miguel | Ginásio Alcides Pan, Toledo |
| 17:00          |              |       |            |                             |

| 12 de setembro | Toledo Futsal | 3 - 5 | Xaxiense | Ginásio Alcides Pan, Toledo |
| 19:00          |               |       |          |                             |

## Premiação
| Liga Sul de Futsal de 2015   |
| Santa Catarina               |
| ---------------------------- |
| Xaxiense Campeão (1º título) |